# Paula Siebra
Paula Siebra (Fortaleza, 1998) é uma pintora e artista visual brasileira. A artista tem como enfoque retratar imagens cotidianas e íntimas, utilizando uma visualidade ancorada no imaginário nordestino. Suas obras já foram expostas em galerias e museus de Nova Iorque, Fortaleza, São Paulo, Londres, Rio de Janeiro, Gante e outros.
A artista foi citada na lista Forbes Under 30 de 2022 na categoria artes plásticas e literatura.

## Carreira
Paula Siebra iniciou sua trajetória expondo no Museu Nacional de Belas-Artes em 2017. Desde então, participou de diversas exposições coletivas em instituições no Rio de Janeiro, como o Centro Cultural da Light em 2018 e o Centro Cultural dos Correios em 2019. No mesmo ano, realizou sua primeira exposição individual intitulada "Ternura" na Fábrica Bhering, e posteriormente estreou na galeria Mendes Wood DM com a individual "Arrebalde" em São Paulo em 2020, seguida de "Arrebol" em Nova Iorque em 2021.
A partir de sua primeira residência artística em Bruges, na Bélgica, em 2021, surgiu "O Soar das Horas". Em 2022, apresentou a pesquisa sobre garrafas de areia colorida na exposição "Lembrança de Algum Lugar" no Sobrado Doutor José Lourenço em Fortaleza, Ceará, que foi desdobrada na exposição "Noites de Cetim" na Mendes Wood DM em São Paulo no mesmo ano. Em 2023, foi finalista do Prêmio ArtLaguna, em Veneza. A artista atualmente vive e trabalha em Fortaleza.

## Exposições
Em sua carreira apresentou seis exposições individuas e onze exposições coletivas.

### Exposições individuais
- 2022 - Noites de cetim. Mendes Wood DM, São Paulo, Brasil
- 2022 - Lembrança de algum lugar. Sobrado Doutor José Lourenço, Fortaleza, Brasil
- 2021 - O Soar das Horas. Nieuwe Gentweg 21, Bruges, Bélgica
- 2021 - Arrebol. Mendes Wood DM, Nova Iorque, EUA
- 2020 - Arrebalde. Mendes Wood DM, São Paulo, Brasil
- 2019 - Ternura. Fábrica Bhering, Rio de Janeiro, Brasil

### Exposições coletivas
- 2023 - Arte Laguna Prize Exhibition. Arsenale di Venezia, Veneza, Itália
- 2023 - Close. Grimm Gallery, Londres, Reino Unido
- 2023 - A Gauzy Flame. Harold St, Londres, Reino Unido
- 2022 -  10º Leilão Anual. PIVÔ, São Paulo, Brasil
- 2022 - My reflection of you. The Perimeter, Londres, Inglaterra
- 2021 - Corpo Ancestral – 21ª UNIFOR Plástica. Universidade de Fortaleza, Fortaleza, Brasil
- 2021 - Male Nudes: Um salão de 1800 à 2021. Mendes Wood DM, São Paulo, Brasil
- 2019 - Orientações. Centro Cultural dos Correios, Rio de Janeiro, Brasil
- 2019 - Traços Brasileiros. Centro Cultural da Light (Grande Galeria), Rio de Janeiro, Brasil
- 2018 - Sobre As Coisas Sem Nome". Centro Cultural da Light (Pequena Galeria), Rio de Janeiro, Brasil
- 2017 - Reflexos. Museu Nacional de Belas-Artes, Rio de Janeiro, Brasil